# Sinchi Roca (Piura)
Sinchi Roca es un caserío peruano ubicado en el distrito de Tambogrande, perteneciente a la provincia y departamento de Piura, al norte del Perú. 

## Ubicación
Sinchi Roca se ubica al norte de la provincia de Piura, en el distrito de Tambogrande, en el departamento de Piura.

## Demografía
En 2017 Sinchi Roca tenía una población de 780 habitantes.
| Gráfica de evolución demográfica de Sinchi Roca entre 1993 y 2017 |
|                                                                   |
| Fuentes: Población 1993 y 2017                                    |